# Bai Ling
Bai Ling (čínsky v českém přepisu Paj Ling, pchin-jinem Bái Líng, znaky 白灵; * 10. října 1966 Čcheng-tu, Čína) je čínsko-americká herečka. Svou první roli dostala v roce 1984 ve snímku Hai tan; v pozdějších letech následovalo několik dalších filmů. V roce 1991 se přestěhovala do New Yorku, kde studovala na New York University. Později hrála například ve filmech Taxi 3 (2003), Svět zítřka (2004) nebo Apokalypsa (2006).